# Ugo Foscolo
Ugo Foscolo (Zante sziget, 1778. január 26. – Anglia, Turnham Green, 1827. szeptember 10.) olasz költő.

## Élete
Apja olasz születésű orvos volt, édesanyja, Diamanthina Szpatisz, görög nemzetiségű. Apját 1785-ben kineveztek a spalatói kórház igazgatójának; amikor három év múlva meghalt, családja visszatért Zantébe. Innen 1793-ban Velencébe jött, ahol korán megragadták lelkét az új politikai eszmék. Már 16 éves korában annyira szerepelt a diákok között, hogy az inkvizítorok sanda szemmel kezdték nézni viselkedését, és menekülnie kellett. Előbb a padovai egyetemre ment, de onnan csakhamar Bolognába szökött, ahol beállt a Ciszpadániai Köztársaság vadászezredébe. Amikor Velencében megbukott az arisztokrata-uralom, Foscolo lelkesülten sietett oda vissza és hivatalt is vállalt az új demokrata kormány alatt. De az 1797-es Campo Formió-i béke csakhamar kiszolgáltatta Velencét Ausztriának és Foscolo Milánóba ment, hogy az új Ciszalpin Köztársaság szabadságát élvezze. Itt ismerkedett meg kora két legnagyobb költőjével, Parinival és Montival. Ismét katona lett és Firenzében állomásozva, megbarátkozott Niccolinival is. Itt szerette meg Isabella Roncionit is, amely szerelmének történetét azután Jacopo Ortis-ában írta meg. Bátran harcolt a Cento, a Forte Urbano, és a Trebbia melletti csatákban és hadnagyból kapitányságig vitte. Hősiesen viselkedett a megostromolt Genovában is (1800), ahonnan a marengói csata után Milánóba tért vissza. Ezután kevés félbeszakítással jobbára itt tartózkodott, épp oly élénken foglalkozva a közügyekkel és az irodalommal. Az 1813-as lipcsei csata után ismét felajánlotta kardját hazájának, de csakhamar le kellett azt tennie: már a következő évben az osztrákoké lett Lombardia és Foscolo, semhogy hűséget esküdjön a bitorlónak, száműzetésbe ment. Kis ideig Svájcban tartózkodott, azután Angliába ment, ahol sok nélkülözés közt élte napjait. Itt halt is meg, a kis cheswicki temetőben hantolták el, ahonnan 1871-ben szállították el tetemét az olaszok Pantheonjába, a firenzei Szent Kereszt bazilikába.

## Költészete

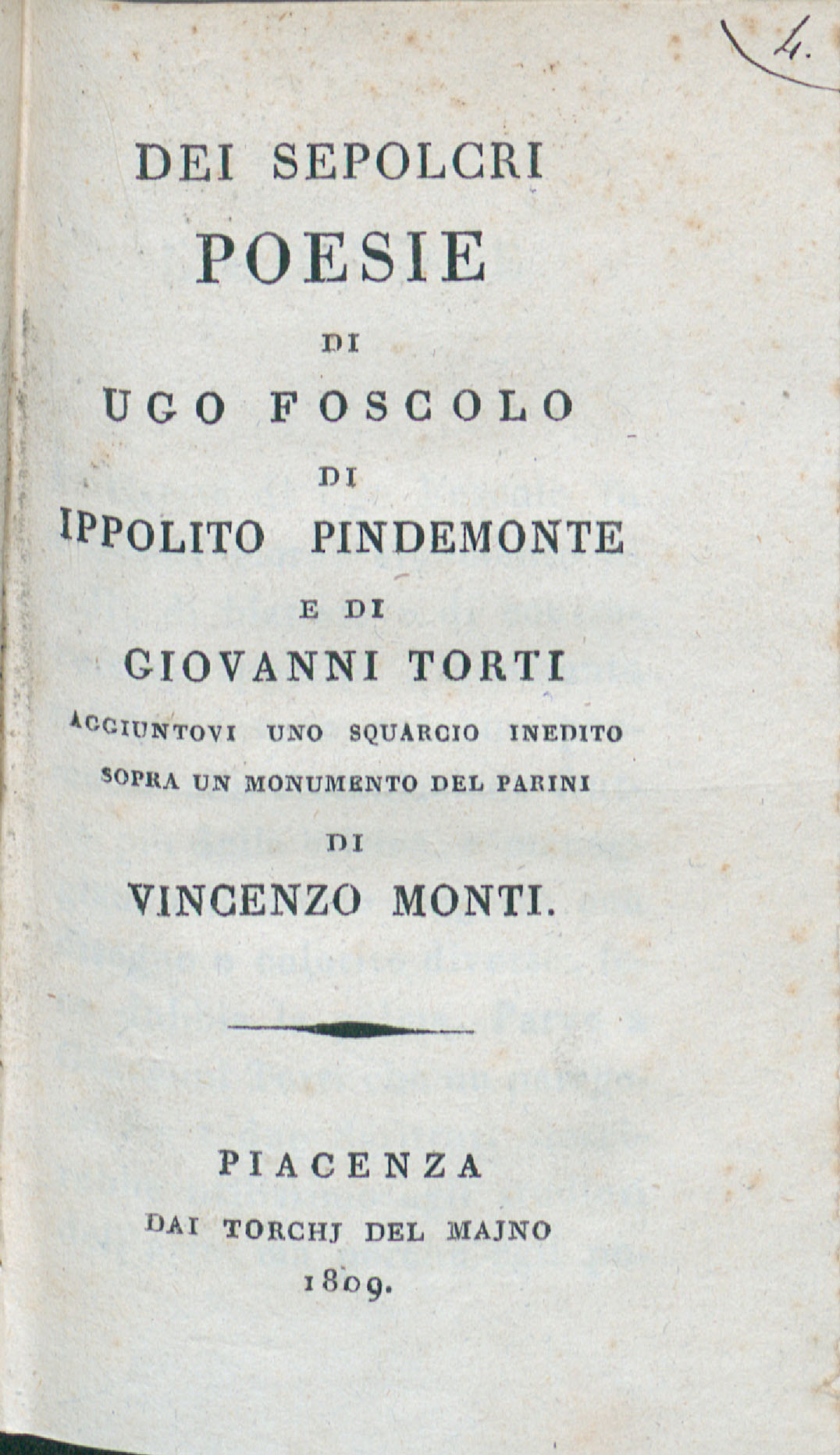
Dei sepolcri, 1809

Foscolo leghíresebb munkája a már fentebb említett Jacopo Ortis utolsó levelei, melyet 20 éves korában írt, kétségkívül Goethe Wertherjének hatása alatt. E kis regény hősét is boldogtalan szerelem űzi öngyilkosságba, csakhogy a szerelem motívumához itt a hazaszereteté is járul, amennyiben Jacopo Ortis a Campo Formió-i béke után menekülni kénytelen Velencéből és szerelmi bánatát a haza sorsán való kétségbeesés is súlyosbítja. Egyrészt a kor ízlésének megfelelő világfájdalmas hangulat, másrészt a nemzeti elem erős előtérbe nyomulása Jacopo Ortis-t a 19. század elejének egyik legolvasottabb könyvévé tették. De nemcsak e kettőnek köszönhette hírét, hanem eleven, plasztikus leírásokban gazdag nyelvének is, melyet illetékes olasz kritikusok a legelső modern prózának neveztek. Verses művei sorában első helyen A sírok (I sepolcri) című hosszabb költeménye áll, melyben a költő egy akkoriban kiadott és a sírok díszítését eltiltó rendeletből indulva ki, magas ódai szárnyalással elmélkedik a halálról, a nagyok dicsőségéről stb. Nagy gondolatok és klasszikus tökélyű forma e munkát Olaszország lírájának legértékesebb termékei közé emelték. Foscolo kisebb verseinek is a formatökély a főerénye, bár hangulata is, bizonyos melankolikus szentimentalizmus, vonzóvá teszik. Írt három tragédiát is (Tieste, Ajace, Ricciarda), de ezekben nem tudott szabadulni az Alfieri-utánzás nyűgéből. Belefogott egy hosszabb Le Grazie című költeménybe, mely talán legszebb alkotása lett volna és melynek fennmaradt töredékei is megkapóak, lefordította Homérosz Iliaszának mintegy 11 énekét, de a hangot  nem találta el. Végül írt egy mintegy hat kötetre terjedő, jobbára irodalomtörténeti tárgyú tanulmányt, mely azonban nagyon hamar elavult. Foscolóval az olasz irodalomtörténet a 19. század végén rendkívül sokat foglalkozott, nemzeti szempontból bizonyára túl is becsülve művei értékét.

## Magyarul
- Jacopo Ortisz utolsó levelei. Regény; ford. Császár Ferenc; Eisenfels-Emich Ny., Bp., 1851
- Jacopo Ortis utolsó levelei / Versek / A síremlékek; vál., szöveggond., tan., jegyz. Madarász Imre, ford. Berczeli Anzelm Károly et al.; Eötvös, Bp., 1997 (Eötvös klasszikusok)